# Station Avenue Foch
Station Avenue Foch is een spoorwegstation aan de spoorlijn Ermont-Eaubonne - Champ-de-Mars. Het ligt in het 16e arrondissement van Parijs.

## Geschiedenis
Het station is op 2 mei 1854 geopend aan de Ligne d'Auteuil. In 1985 werd deze lijn gesloten in verband met de aanleg van de RER C: het traject tussen Courcelles - Levallois en Avenue Henri Martin ging deel uitmaken van de spoorlijn Ermont-Eaubonne - Champ-de-Mars.

## Ligging
Het station ligt op kilometerpunt 5,320 van de spoorlijn Ermont-Eaubonne - Champ-de-Mars (nulpunt tussen Invalides en Musée d'Orsay).

## Diensten
Het station wordt aangedaan door treinen van de RER C tussen Pontoise en Massy-Palaiseau of Pont-de-Rungis - Aéroport d'Orly. Sommige treinen hebben in plaats van Pontoise Montigny - Beauchamp als eindpunt, in verband met capaciteitsproblemen.

## Aansluitingen
- Metro:  (station Porte Dauphine)
- RATP-busnetwerk: 1 lijn

## Vorig en volgend station
| Richting                            | Vorig station           | Lijn  | Volgend station     | Richting                                                |
| ----------------------------------- | ----------------------- | ----- | ------------------- | ------------------------------------------------------- |
| Pontoise C1 Montigny - Beauchamp C3 | Neuilly - Porte Maillot | RER C | Avenue Henri Martin | Massy-Palaiseau C2 Pont-de-Rungis - Aéroport d'Orly C12 |